# 27618 Ceilierin
27618 Ceilierin este un asteroid din centura principală de asteroizi.

## Descriere
27618 Ceilierin este un asteroid din centura principală de asteroizi. A fost descoperit pe 22 mai 2001 la Socorro, New Mexico, în cadrul proiectului LINEAR. Asteroidul prezintă o orbită caracterizată de o semiaxă mare de 2,27 ua, o excentricitate de 0,15 și o înclinație de 6,5° în raport cu ecliptica.